# Манџурија
Манџурија (манџ. ; кин: 满洲, 滿洲 []; монг. Манж) је историјско име великог историјског региона на североистоку Азије. У зависности од дефиниције, Манџурија се или цела налази у Кини, или је подељена између Русије и Кине. Данас се у Кини овај регион назива североисточна Кина. 
Манџурија је традиционална домовина народа Сјанбеи, Хитан и Џурџи, који су основали више владарских династија у северној Кини. Локални народ по коме је регија добила име су Манџурци. 
У ужем смислу Манџурија обухвата кинеске покрајине Ђилин, Хејлунгђанг, Љаонинг и део Унутрашње Монголије (понекад и део покрајине Хебеј). У ширем смислу Манџурија обухвата пределе у Русији северно од река Амур и Усури до Становојских планина и Јапанског мора. Руска Манџурија је од 1689. до 1858. била део Кине. 
Манџурија се на северу граничи са Сибиром, централном Кином на југу и Корејом на југоистоку. 